# Suburbikální diecéze Ostie
Diecéze ostijská (latinsky Dioecesis Ostiensis) je římskokatolická suburbikální diecéze v Itálii, která je součástí Církevní oblasti Lazio. Jde o nejmenší diecézi v Itálii. Katedrálou je bazilika sv. Aurey v Ostii. Tradičně byla sídlem děkana kardinálského kolegia; dnes je jeho titulární diecézí a je spravována kardinálem-vikářem města Říma jako apoštolským administrátorem. Jejím titulárním kardinálem je Giovanni Battista Re, apoštolským administrátorem kardinál Angelo De Donatis.